# Zaricine, Krasnohvardiiske
Zaricine (în ucraineană Зарічне) este un sat în comuna Peatîhatka din raionul Krasnohvardiiske, Republica Autonomă Crimeea, Ucraina.

## Demografie
Componența lingvistică a localității Zaricine
     Rusă (63,43%)
     Tătară crimeeană (17,59%)
     Ucraineană (15,28%)
     Belarusă (2,78%)
Conform recensământului din 2001, majoritatea populației localității Zaricine era vorbitoare de rusă (63,43%), existând în minoritate și vorbitori de tătară crimeeană (17,59%), ucraineană (15,28%) și belarusă (2,78%).